# Lizzia alvarinoae
Lizzia alvarinoae är en nässeldjursart som beskrevs av Lourdes Segura 1980. Lizzia alvarinoae ingår i släktet Lizzia och familjen Bougainvilliidae. Inga underarter finns listade i Catalogue of Life.